# Hans Gottfried von Häbler
Hans Gottfried von Häbler (ur. 17 maja 1893 w Gross Schonau, zm. 23 marca 1918 w okolicach Bapaume) – niemiecki as myśliwski z czasów I wojny światowej z 8 potwierdzonymi zwycięstwami powietrznymi. 

## Życiorys
Służbę w armii niemieckiej rozpoczął od 1913 roku w jednostkach piechoty. Do lotnictwa został przeniesiony w 1916 roku. Szkolenie z pilotażu odbył w Fliegerersatz Abteilung Nr. 9 i od jesieni 1916 roku rozpoczął służbę jako pilot w Fliegerabteilung 273 (Artillerie). Po półrocznej służbie w jednostce wsparcia artyleryjskiego Hans Gottfried von Häbler został skierowany do szkoły myśliwskiej Jastaschule I. 
30 września 1917 roku został przydzielony do eskadry myśliwskiej Jagdstaffel 36. Pierwsze zwycięstwo powietrzne odniósł 7 października 1917 roku. Łącznie odniósł 8 zwycięstw powietrznych. 22 marca został ciężko ranny i wylądował na terytorium brytyjskim. Zmarł dzień później w wyniku odniesionych ran. Jego samolot, który prawie nie uległ uszkodzeniu, Fokker Dr.I został oznaczony jako G.158 i służył w RAF.

## Odznaczenia
- Królewski Order Hohenzollernów
- Krzyż Żelazny I Klasy
- Krzyż Żelazny II Klasy
- Order Wojskowy Świętego Henryka (Saksonia)
- Order Alberta (Saksonia)
- Krzyż Zasługi Wojennej (Saksonia)